# Blue Moves
Blue Moves — одиннадцатый студийный альбом английского автора-исполнителя Элтона Джона, выпущенный в 1976 году. Второй двойной альбом в дискографии певца (после Goodbye Yellow Brick Road) и первый лонгплей, выпущенный его собственным лейблом (Rocket Records).
В качестве гостей на пластинке выступили Дэвид Кросби, Грэм Нэш, Брюс Джонстон и Тони Теннилл, наряду с выступлением оркестра Мартина Форда, а также Лондонского симфонического оркестра.

## Список композиций
Слова и музыка всех песен — написаны Элтоном Джоном и Берни Топином, если не указано.
| №  | Название            | Автор(ы)                                      | Длительность |
| -- | ------------------- | --------------------------------------------- | ------------ |
| 1. | «Your Starter for…» | Калеб Куэй                                    | 1:25         |
| 2. | «Tonight»           |                                               | 8:02         |
| 3. | «One Horse Town»    | Элтон Джон, Джеймс Ньютон Ховард, Берни Топин | 5:47         |
| 4. | «Chameleon»         |                                               | 5:27         |

| №  | Название            | Автор(ы)                           | Длительность |
| -- | ------------------- | ---------------------------------- | ------------ |
| 1. | «Boogie Pilgrim»    | Джон, Дэйви Джонстоун, Куэй, Топин | 6:03         |
| 2. | «Cage the Songbird» | Джон, Джонстоун, Топин             | 3:28         |
| 3. | «Crazy Water»       |                                    | 5:42         |
| 4. | «Shoulder Holster»  |                                    | 4:20         |

| №  | Название                             | Автор(ы)                                    | Длительность |
| -- | ------------------------------------ | ------------------------------------------- | ------------ |
| 1. | «Sorry Seems to Be the Hardest Word» |                                             | 3:43         |
| 2. | «Out of the Blue»                    |                                             | 6:10         |
| 3. | «Between Seventeen and Twenty»       | Джон, Джонстоун, Куэй, Топин                | 5:10         |
| 4. | «The Wide-Eyed and Laughing»         | Джон, Джонстоун, Ньютон Ховард, Куэй, Топин | 3:20         |
| 5. | «Someone’s Final Song»               |                                             | 4:00         |

| №  | Название                                              | Автор(ы)               | Длительность |
| -- | ----------------------------------------------------- | ---------------------- | ------------ |
| 1. | «Where’s the Shoorah?»                                |                        | 4:30         |
| 2. | «If There’s a God in Heaven (What’s He Waiting For?)» | Джон, Джонстоун, Топин | 4:20         |
| 3. | «Idol»                                                |                        | 4:10         |
| 4. | «Theme from a Non-Existent TV Series»                 |                        | 1:20         |
| 5. | «Bite Your Lip (Get Up and Dance!)»                   |                        | 6:37         |

## Участники записи
Приведены по сведениям базы данных Discogs, нумерация треков указана по двухдисковому изданию в формате компакт-диска
Музыканты:
- Элтон Джон — вокал (песни 2–9, 12–16, 18), фортепиано (песни 1–5, 7–10, 13–16, 18), вокализ (песня 11), фисгармония (песня 14), электрический клавесин (песня 17)
- Курт Бетчер[англ.] — бэк-вокал (песни 4, 10, 11, 13), аранжировки бэк-вокальных партий (песни 11, 13)
- Гарри Блюстоун[англ.] — руководитель струнной секции (песня 18)
- Майкл Брекер — саксофон (песни 5, 8, 16)
- Рэнди Брекер[англ.] — труба (песни 5, 8, 16)
- Пол Бакмастер — дирижёр и аранжировщик струнной секции (песни 3, 7, 15), аранжировщик духовой секции (песня 7)
- Сидни Булленс[англ.] — бэк-вокал (песни 4, 7, 11)
- Кларк Берроуз — бэк-вокал (песня 13)
- Джо Чемей[англ.] — бэк-вокал (песни 11 и 13)
- Рэй Купер — глокеншпиль (песни 1 и 17), маримба (песни 1 и 17), гонг (песня 3), бубен (песни 3, 5, 7, 8, 11, 15), вибрафон (песни 3, 4, 9, 10), колокольчики (песни 3), шейкер (песни 4, 6, 11), треугольник (песня 6), сагаты (песня 6), конга (песни 7, 10, 11, 15, 18), рототом (песня 12)
- Дэвид Кросби — бэк-вокал (песни 6, 12)
- Дэрил Драгон[англ.] — аранжировки бэк-вокальных партий (песня 7)
- оркестр Мартина Форда[англ.] — струнные (песни 3, 7, 15), духовые (песня 7)
- Карл Фортина — аккордеон (песня 8)
- Рон Хиклин — бэк-вокал (песни 4, 7)
- Майкл Гурвиц — виолончель (песня 3)
- Брюс Джонстон — бэк-вокал (песни 4, 7, 10, 11, 13), аранжировки бэк-вокальных партий (песни 4, 11, 13)
- Дэйви Джонстоун[англ.] — цимбалы (песня 6), акустическая гитара (песня 6), мандолина (песни 2, 11, 17), электрическая гитара (песни 3, 7, 10, 15), ситар (песня 6), слайд-гитара (песни 5, 18)
- Джон Джойс — бэк-вокал (песни 4, 7, 11)
- Лондонский симфонический оркестр — струнные (песни 2, 9)
- The Cornerstone Institutional Baptist Church и the Southern California Community Choir — хор (песни 5, 14, 18)
- Джин Морфорд — бэк-вокал (песни 4, 7)
- Грэм Нэш — бэк-вокал (песни 6, 12)
- Джеймс Ньютон Ховард — орган Хаммонда (песни 5, 11, 15), синтезаторы (песни 1, 3, 6, 10, 12, 13, 17, 18), клавинет[англ.] (песня 7), меллотрон (песня 6), родес-пиано (песни 3, 9, 13, 17)
- Джин Пейдж — струнные (песня 18)
- Кенни Пассарелли[англ.] — бас-гитара (песни 1, 3–5, 7–11, 14–18)
- Роджер Поуп — барабаны (песни 1, 3–5, 7, 8, 10, 11, 15–18)
- Калеб Куэй[англ.] — акустическая гитара (песни 1, 4, 6, 12, 17), электрогитара (песни 3, 4, 7, 10, 11, 15, 18), двенадцатиструнная гитара (песня 12), гитарное соло (песни 3, 10, 15)
- Барри Роджерс[англ.] — тромбон (песни 5, 8, 16)
- Дэвид Сэнборн — саксофон (песни 5, 8, 16)
- Ричард Стадт — руководитель струнной секции (песни 3, 7, 12, 15), руководитель духовой секции (песня 7)
- Тони Теннилл[англ.] — бэк-вокал (песни 4, 7, 10, 13)

Технический персонал:

| - Гас Даджен — продюсер, звукорежиссёр, инженер ремикширования, автор текста для буклета - Арун Чакраверти — звукорежиссёр, нарезка лакового диска - Марк Хоулетт — звукорежиссёр - Джон Курландер — звукорежиссёр - Эрл Мэнки — звукорежиссёр - Джон Стюарт — звукорежиссёр | - Фил Данн — микшер, инженер ремикширования - Дэвид Коста — арт-директор, координация проекта - Дэвид Наттер — фотограф - Патрик Проктор — художник - Джон Рид — музыкальный менеджер |

## Позиции в хит-парадах
| Год       | Хит-парад                           | Высшая позиция | Пребывание в чарте |
| --------- | ----------------------------------- | -------------- | ------------------ |
| 1976—1977 | Австралия (Kent Music Report)       | 8              | нет данных         |
| 1976—1977 | Великобритания (UK Albums Chart)    | 3              | 15 недель          |
| 1976—1977 | Дания (Hitlisten)                   | 5              | 11 недель          |
| 1976—1977 | Испания (PROMUSICAE)                | 10             | нет данных         |
| 1976—1977 | Италия (Musica e dischi)            | 9              | 12 недель          |
| 1976—1977 | Канада (RPM Albums Chart)           | 4              | 23 недели          |
| 1976—1977 | Нидерланды (Album Top 100)          | 7              | 11 недель          |
| 1976—1977 | Новая Зеландия (RMNZ)               | 7              | 9 недель           |
| 1976—1977 | Норвегия (VG-lista)                 | 5              | 13 недель          |
| 1976—1977 | США (Billboard Top LPs & Tape)      | 3              | 22 недели          |
| 1976—1977 | Финляндия (Suomen virallinen lista) | 22             | 3 недели           |
| 1976—1977 | ФРГ (Offizielle Top 100)            | 39             | 4 недели           |
| 1976—1977 | Швеция (Sverigetopplistan)          | 12             | 6 недель           |
| 1976—1977 | Япония (Japanese Oricon LP Chart)   | 53             | нет данных         |

| Хит-парад (1976)               | Позиция |
| ------------------------------ | ------- |
| Канада (RPM Year-End)          | 34      |
| Нидерланды (Buma/Stemra)       | 41      |
| Хит-парад (1977)               | Позиция |
| Австралия (Kent Music Report)  | 61      |
| Канада (RPM Year-End)          | 53      |
| США (Billboard Top Pop Albums) | 80      |

## Сертификации
| Регион | Сертификация | Продажи    |
| --- | ------------ | ---------- |
| Австралия (ARIA) | Платиновый   | 50 000^    |
| Великобритания (BPI) | Золотой      | 100 000^   |
| Канада (Music Canada) | Золотой      | 50 000^    |
| Нидерланды (NVPI) | Золотой      | 50 000^    |
| США (RIAA) | Платиновый   | 1 000 000^ |
| Франция (SNEP) | Золотой      | 100 000*   |
| * Данные о продажах приведены только на основе сертификации. ^ Данные о тиражах приведены только на основе сертификации. |              |            |